# Asasinul din cartea de telefon
Asasinul din cartea de telefon (titlul original: în franceză L'assassin est dans l'annuaire) este un film de comedie francez, realizat în 1962 de regizorul Léo Joannon, după romanul din 1962 al scriitorului Charles Exbrayat Cet imbécile de Rimoldi, protagoniști fiind actorii Fernandel, Marie Déa și Robert Dalban. 

## Conținut
Albert Rimoldi, un timid angajat al unei băncii din orașul Rouen, este o persoană sensibilă și naivă. Pentru a-i juca o farsă, doi dintre colegii săi de birou îi trimit o scrisoare de dragoste în care o anumită Jenny, îi dă o întâlnire. A doua zi după această seară tristă când își dă seama că a fost păcălit, este rugat de directorul băncii, care îi promite o retribuție substanțială, să transporte o dubă care conține două sute de milioane. Bănuit de furt după jaful convoiului de fonduri, Rimoldi este eliberat din lipsă de probe, dar a doua zi se află confruntat cu o serie de crime, inclusiv cea a misterioasei Jenny. După multe aventuri, el însuși îl demască pe criminal și primește prima de asigurare, care îi va câștiga respectul celor din jur.

## Distribuție
- Fernandel – Albert Rimoldi, timid funcționar de bancă
- Marie Déa – Édith Levasseur, sora de la asigurări
- Édith Scob – Jenny, femeia misterioasă
- Georges Chamarat – Henri Leclerc, directorul băncii
- Maurice Teynac – Levasseur
- Bernard Lavalette – Martel, colegul lui Albert
- Jacques Harden – Bertrand
- Henri Crémieux – judecătorul de instrucție
- Noël Roquevert – militarul de pe bulevardul Tilleuls
- Colette Régis – proprietara
- Robert Dalban – comisarul
- Paul Faivre – patronul cafenelei
- Dominique Zardi – un jucător de biliard
- Céline Léger – instructorul
- Alice Leitner – vânzătoarea de bilete de loterie
- Gisèle Grimm – Annette
- Léo Joannon – doctorul Jousseaume, psihiatru
- Charles Lemontier – un angajat la grădina publică
- Claire Olivier – doamna Levasseur
- Henri Attal – un consumator la cafenea
- Georges Bever – secretara judecătorului de instrucție
- Charles Bouillaud – dl. Mercier, un locatar
- Christian Brocard – un angajat la grădina publică
- Bibi Morat – Robert, fiul proprietarei
- Marc Arian – bărbatul care număra pungile în dubă
- Franck Fernandel
- Elyane Darcy
- Viviane Méry – dama din parc
- Robert Rondo – Renaud, un inspector de poliție
- Sabine André – Cécile